# Jacobi Béla
Jacobi Béla (Páncélcseh, 1873. január 13. – Budapest, Józsefváros, 1936. október 18.) ügyvéd, jogi szakíró, kormányfőtanácsos. Testvére Jacobi József belgyógyász volt.

## Élete
Jacobi Jakab (1840–1903) páncélcsehi nagybirtokos és Mezey Zsófia fia. Középiskoláit a kolozsvári református kollégiumban, jogi tanulmányait részben Kolozsvárott, részben a Budapesti Tudományegyetemen végezte. 1897-ben ügyvédi oklevelet nyert. Diplomájának megszerzése után Budapesten nyitott ügyvédi irodát, ahol állandó magánjogi gyakorlatot folytatott. Az 1900-as évek elejétől tagja volt az egységes bírói és ügyvédi vizsgálóbizottságnak s e minőségében több mint 1000 ügyvédet vizsgáztatott. Az Országos Ügyvédszövetség társelnöke volt és két cikluson át választmányi tagja az Ügyvédi Kamarának. Élénk szerepet játszott a Pesti Izraelita Hitközség életében, ahol oktatásügyi elöljáró és а terézvárosi izraelita községkerületi bíróság (kongresszusi bíróság) elnöke volt. Szaklapokban közel 200 jogtudományi cikke jelent meg. Tanulmányútjai során beutazta egész Európát, s élete során megtanulta a német, angol és román nyelvet is. 1913-ban az Ügyvédi Kamara felterjesztésére az ügyvédi pályán szerzett érdemei elismeréséül a királyi tanácsosi címmel tüntették ki. 1930 nyarán miniszterelnöki előterjesztésre a kormányzótól kormányfőtanácsosi címet kapott.

## Családja
Felesége Buchwald Jozefa (1878–1959) volt, Buchwald Sándor vas- és fémbútorgyáros és Reichsmann Johanna lánya, akivel 1898. június 30-án Budapesten, a Terézvárosban kötött házasságot.
Gyermekei:
- Jacobi Magdolna (1899–1979). Férje Gergely Alfréd (1877–1959) gyárigazgató volt.[5]
- Jacobi Lili (1903–1978). Férje Ferenczi Pál Ignác kereskedő volt, akitől elvált.[6]
- Jacobi Klára Zsófia (1908–1998). Férje Hegedűs Imre Illés (1901–1945) követségi tisztviselő volt.[7]
- dr. Jacobi Arisztid (1911–1943)[8] ügyvéd. Felesége Aczél Veronika (1916–2014) volt.[9]